# Pay What You Want
Pay What You Want (PWYW) – system płatności, gdzie kupujący płaci dowolnie wybraną kwotę za dany towar. W niektórych przypadkach,  minimalna cena może być ustalona,  lub ceny mogą być sugerowane jako wytyczne dla kupującego. Kupujący może również wybrać kwotę wyższą od standardowej ceny towaru. 
Umożliwienie kupującym swobodnego decydowania ile chcą zapłacić za daną usługę bywa skuteczne, ponieważ eliminuje wiele wad konwencjonalnej wyceny.  Kupujących przyciąga taka możliwość zapłaty ponieważ w tym przypadku zanika obawa i  ryzyko, że produkt nie jest wart ustalonej ceny. Sprzedawców natomiast omija trudne i czasami kosztowne zadanie ustalenia właściwych cen (które mogą się różnić dla różnych segmentów rynku). Dla obu stron PWYW zmienia kontradyktoryjności konfliktu w przyjazną wymianę, i odnosi się do faktu, że postrzeganie wartości i wrażliwość na cenę może się znacznie różnić wśród kupujących.
PWYW funkcjonuje m.in. w działalności artystów ulicznych i organizacji charytatywnych, wciąż zyskując coraz szersze zastosowania. System jest wykorzystywany  w wielu krajach świata przy internetowej sprzedaży muzyki, oprogramowania, w sieciach niektórych restauracji, a także w placówkach kultury.

## Pay What You Want w Polsce
- Teatr Bez Rzędów w Krakowie prowadził tego typu opłatę za spektakle od 2008 do 2012 nie nazywając jej wówczas "PWYW". Do dzisiaj widzowie mogą skorzystać z tego rodzaju płatności przy wybranych wydarzeniach teatru.
- W Krakowie, w marcu 2013 r. Czysta ReFORMA - Teatr Odwrócony jako pierwszy teatr w Polsce wprowadził system płatności PWYW na wszystkie swoje spektakle i wydarzenia.
- Od września 2013 r. warszawski Teatr Druga Strefa wprowadził PWYW na niektóre swoje spektakle.
- W grudniu 2013 roku agencja interaktywna 8k z Torunia wprowadziła system płatności PWYW na niektóre ze swoich usług, co spotkało się z dużym rozgłosem na całym świecie.
- Od września 2013 w formule PWYW dostępne są warsztaty dla programistów "DevMeetings.pl".
- Od listopada 2014 formułę w obszarze szkoleń marketingowych wprowadziła firma Punkt Krytyczny, by znieść bariery dostępu do wiedzy dla mikrofirm ze Śląska.
- Od października 2015 serwis turystyczny Findbed pozwala użytkownikom definiować cenę, jaką chcą płacić za nocleg.

## Pay What You Want na świecie
Inicjatywa rozpoczęła się w 1984 roku w restauracji Annalakshmi w Bangsar (Kuala Lumpur, Malezja) i zainspirowana została przez Swamiego Shantananda Saraswati. Koncepcja ta szybko rozprzestrzeniła się do kolejnych restauracji Annalakshmi w innych miastach. 
Korzystanie z restauracji w systemie PWYW rozprzestrzeniło się dzięki otwarciu „One World Everybody Eats” w 2003 roku w Salt Lake City. Restauracja jest obecnie własnością grupy non-profit, która wymaga, by klienci płacili co najmniej 4 dolary za ich danie.
Także software (freeware) jest często rozpowszechniany w ramach PWYW wraz z komunikatem w rodzaju: "Jeśli uznasz ten program za przydatny, wyślij darowiznę na (adres e-mail) w PayPal, abyśmy mogli kontynuować swój rozwój i dodawać kolejne funkcje, które sobie życzysz." 
Duże wsparcie dla systemu PWYW w świadomości społeczeństwa nastąpiło w październiku 2007 r., gdy zespół  Radiohead wydał swój siódmy album „In Rainbows”, który był sprzedawany przy użyciu tego systemu cen przez stronę internetową zespołu.